# Scindapsus hederaceus
Scindapsus hederaceus — вид квіткових рослин із родини кліщинцевих (Araceae), роду Scindapsus. Це ліана, рідним ареалом якої є Борнео, Камбоджа, Ява, Лаос, Малі Зондські острови, п-ів Малайзія, Філіппіни, Суматра, Таїланд, В'єтнам.